# Docteur Justice
Pour les articles homonymes, voir Justice (homonymie) et Docteur Justice (film).
Docteur Justice est un personnage de fiction, héros de bande dessinée, créé par le scénariste Jean Ollivier et le dessinateur Raffaele Carlo Marcello. 

## Histoire du personnage
De la rencontre que Jean Ollivier avait faite par hasard à Genève avec un médecin (peu ordinaire !) attaché à l'Organisation mondiale de la santé (OMS) devait naître le personnage de Docteur Justice. Un héros de notre temps, de notre monde. Un personnage moderne, solide, original, un héros nouveau qui ne soit ni journaliste, ni détective. Sa photo, présentée par Jean Ollivier le montre « bien bâti, avec quelque chose de Delon ».

## Synopsis
Le Dr Benjamin Justice est un médecin humanitaire. Il est surtout justicier en s'aidant de ses capacités de judoka et karatéka. Ce médecin appartenant à l’OMS puis à l'OIS, est un grand voyageur et un idéaliste. Il débarque dans chaque aventure d'un avion dans un aéroport lointain.
Judoka 5e dan, 6e dan, 7e dan puis 8e dan, il emploie aussi les atémis du ju-jitsu et les techniques du karaté, le kit complet de la formation japonaise  (Justice a grandi au Japon). Il maîtrise aussi le kiai, l'arme secrète des initiés qui jaillit, insoutenable. La philosophie de son sensei, maître Hiamuri, est toujours présente à son esprit. Ses diverses missions humanitaires le conduisent aux quatre coins du monde, ses interventions médicales laissant souvent le pas à des combats très physiques.
La première aventure de Justice (qui n'a toujours pas de titre) se déroule à New York mais le champ s'élargit bien vite, nombre de titres d'épisodes indiquant à eux seuls la destination (et l'évasion ?) : S.O.S Égypte, la Piste de Jamalpur, les Cachots de Venise, les Vautours du Wollo, le Château des Burgrave, Escale à Nassau, 24 heures à Rio, le Dernier des Émerillons, les Naufragés du Hoggar... L'épisode les Maîtres-chanteurs se joue, lui, à Paris et s'achève devant une représentation de Notre-Dame. À signaler que, dans cet épisode, paru dans Pif-Gadget, Justice a recours à un stylo-loupe qui constituait le gadget de la semaine...
Doc Justice affronte les malfrats, trafiquants en tous genres, affameurs et même esclavagistes. Il condamne l'usage des armes à feu et n'a qu'une devise : le vrai courage est de faire ce qui est juste... Son maître Hiamuri apparaît régulièrement dans ses aventures en flashback, à l'instar de la série télévisée Kung Fu.
Paradoxes à part : le docteur Justice fume souvent et, tout autour du monde, au fil de ses missions, n'atterrit jamais dans des hôtels borgnes. Les épisodes noir et blanc sont plus longs et plus épiques, Justice, comme d'autres héros (Rahan, Loup Noir) tolérant assez mal le passage à la couleur. Et si le personnage de Mitzo Takuri, ravissante petite perle nippone drôle et courageuse, avait laissé espérer une sorte d'idylle (14 aventures communes), l'apparition du journaliste Morvan Tugdual le Bossonec dit Bobosse (24 aventures communes), achève de bousculer le mythe Justice, héros solitaire et sans amis... En 1982, après qu'à la tête de l'OIS (Organisation Internationale de la Santé), un nouveau directeur, remplaçant le professeur Chatway, l'a pris en grippe et qu'il[Qui ?] a tiré sur un officier en pleine révolution salvadorienne, il est chassé de l'OIS. Il revient dans Pif Gadget en 1984 comme médecin aux Jeux Olympiques de Los Angeles puis sur le Dakar. Par la suite, ses aventures seront souvent publiées en épisodes à suivre permettant la publication d'albums de 40 pages.

## Publications
La série Docteur Justice est parue pour la première fois dans l'hebdomadaire Pif Gadget, à partir du numéro 69 de juin 1970. Tout de suite très populaire, le personnage voit ses aventures reprises dans 22 numéros d'une publication qui porte son nom (de 1973 à 1977). De 1970 à 1990, il vivra 155 aventures de 9 à 40 pages, parfois en récit complet, parfois en récits à suivre. Dans le nouveau Pif Gadget, ses aventures au nombre de deux sont scénarisées par Ollivier (avant son décès) et François Corteggiani, et dessinées par un autre italien, Emanuele Barison. Un troisième récit devait être publié, mais faute d'accord avec les ayants droit de Marcello, la série est retirée définitivement.

### Périodiques
- Docteur Justice nos 1 à 22 (1973-1977)

### Albums
Les albums furent édités dans plusieurs maisons :
1. Le Triangle d’or (Hachette, 1973)
2. Docteur Justice et les ravisseurs (éditions du Kangourou, 1974)
3. S.O.S. Égypte (éditions du Kangourou, 1975)
4. Pour les enfants du monde (G. P. Rouge et Or, 1980)

Du 5e au 8e chez Messidor-La farandole
1. Destination Bornéo (1986)
2. Le Secret des grands marais (1987)
3. Amandla ! Apartheid : des enfants en prison (1987)
4. La Mort blanche (1988)

En 1994, une intégrale partielle des aventures couleurs paraît chez Soleil
1. Le Rendez-vous de Trinidad
2. Les Rats du désert
3. Un docteur est mort.

Les Éditions Thot publient en 2006 un recueil des premières histoires en noir et blanc, intitulé Dr Justice - L’Intégrale 1.
De plus, un volume compilant Le Meilleur de Pif (Vents d'Ouest 2005) reprend ses 3 premières aventures.

## Adaptation au cinéma
Un film du même nom a été réalisé par Christian-Jaque en 1975. L'acteur américain John Phillip Law y interprète Doc Justice, accompagné de Nathalie Delon et de Gert Froebe dans le rôle du méchant Régent.